# Blondie, Biffen och Bananen
Blondie, Biffen och Bananen är en svensk komedifilm från 1952, baserad på Jan-Erik Garlands tecknade serie Biffen och Bananen.

## Handling
Biffen och Bananen får sparken från ett stall och beslutar sig för att köpa en egen häst, Blondie.

## Om filmen
Filmen är inspelad i Filmstadens ateljéer, Hägerneholms galoppstuteri i Täby, Solvalla travbana och Jägersro kapplöpningsbana. Interiörerna är filmade 25 februari–21 mars 1952, exteriörerna 17 maj–13 juni 1952 samt juli 1952 (Jägersro). Filmen hade premiär den 30 augusti 1952 och är barntillåten. Den har även visats på SVT.
Gustaf VI Adolf och prins Bertil finns med i rollistan.

## Rollista
- Åke Grönberg - Biffen Johansson, stallknekt/prins Bertil
- Åke Söderblom - Bananen Jansson, stallknekt
- Doris Svedlund - Anita Becker, mannekäng
- Lennart Lindberg - Georg "Joje" Hector, löjtnant, f.d. ridlärare
- Håkan Westergren - Rudolf "Rulle" Carlman, disponent för konfektionsfirma
- Emy Hagman - Bojan, kaféägarinna
- Git Gay - Lou-Lou Andersson, mannekängande mor
- Erik "Bullen" Berglund - förmögen hästauktionsspekulant
- Haide Göransson - mannekäng, Anitas väninna
- Wiktor "Kulörten" Andersson - Anders, stallkarl
- Guje Lagerwall - fröken Berg, Carlmans sekreterare
- Nils Ohlin - direktör Hoffman
- Jules Berman - konferencier på mannekänguppvisning
- Harry Ahlin - auktionsförrättare
- Mille Schmidt - bartender hos Carlman
- Eric von Gegerfelt - spekulant på hästauktionen
- Mauritz Strömbom - spekulant på hästauktionen
- Alf Östlund - spekulant på hästauktionen
- Fritjof Hellberg - spekulant på hästauktionen
- Sune Högberg - spekulant på hästauktionen
- Gustaf Hedström - spekulant på hästauktionen
- Åke Jensen - herre på Ulriksdal
- Lars Kåge - herre på Ulriksdal
- Eivor Engelbrektsson - dam på Ulriksdal
- David Erikson - totalisatorspelare på Jägersro
- Sten Hedlund - totalisatorspelare på Jägersro
- John Andersson - totalisatorspelare på Jägersro
- Åke Hylén - pressfotograf på Ulriksdal
- Arne Källerud - totalisatorkassör på Jägersro
- Gösta Lycke - totalisatorkassör på Jägersro
- Karl Erik Flens - Kurre, travkusk på Solvalla
- Gunnar Ekwall - hovmästaren
- Ingvar Karlevärn - servitör
- Otto Adelby - en man på Ulriksdal
- Gösta Qvist - en man på hästauktionen
- Annalisa Wenström - en dansande på restaurangen
- Bengt Thörnhammar - ung man på Jägersro
- Birgitta Alm - ung dam på Jägersro
- Leif Nilsson - en liten pojke på Jägersro
- Emil Iwring - violinisten på mannekänguppvisningen
- Gustaf VI Adolf, kung av Sverige - Gustav VI Adolf, på Jägersro
- Bertil, prins av Sverige - prins Bertil
- Ingalill Annervall[1]
- Kerstin "Kiki" Bratt[1]
- Chris Eriksson[1]
- Dordy Hylén[1]
- Inga Lampén[1]
- Gertrud Meki[1]
- Kerstin Moheden[1]
- Mary Sandberg[1]
- Ulla Schollander[1]
- Lisa Åström[1]

### Ej identifierade
- Gunwer Bergkvist - flicka på Jägersro
- Sylva Åkesson - flicka på Jägersro

## Musik i filmen
- Wienerblod, musik Johann Strauss den yngre, instrumental
- Blondie, Biffen och Bananen, text och musik Gösta Stevens, sång Åke Grönberg och Åke Söderblom
- Den ros du gav, musik Emil Iwring, instrumental
- De' ä' dans på Brännö brygga, musik Lasse Dahlquist, instrumental
- I en grönmålad båt, musik Dick Fryman, instrumental
- Dagdrömmar, musik Emil Iwring, instrumental
- Vi gå över daggstänkta berg, musik Edwin Ericson, instrumental
- Havsörnsvals, musik Evert Taube, instrumental
- Hennes namn var Signe, faderalla, sång Åke Grönberg och Åke Söderblom
- Barndomshemmet, musik Paul Dresser, svensk text Karl-Ewert, sång Åke Söderblom och Åke Grönberg

## DVD
Filmen gavs ut på DVD 2017.